# Neoarius leptaspis
Neoarius leptaspis är en fiskart som först beskrevs av Pieter Bleeker 1862.  Neoarius leptaspis ingår i släktet Neoarius och familjen Ariidae. Inga underarter finns listade i Catalogue of Life.